# Sebastian Negri
Sebastian Luke Negri da Oleggio (Marondera, 30 giugno 1994) è un rugbista a 15 italiano nato in Zimbabwe, attivo nel ruolo di terza linea ala del Benetton in Pro14.

## Biografia
Negri è nato a Marondera — dove la sua famiglia possedeva una fattoria — da padre italiano di Milano con lontane ascendenze nobiliari piemontesi e decorato del titolo di conte e madre anglo-zimbabwese, che fu madrina di battesimo di David Denton, anch'egli in seguito rugbista, divenuto internazionale per la Scozia.
Durante l'adolescenza di Negri, che aveva iniziato a giocare a rugby a 6 anni presso la locale scuola, la sua famiglia rimase vittima degli espropri senza indennizzo operati da Robert Mugabe nei confronti dei proprietari terrieri bianchi del Paese, che la spinsero a lasciare il Paese e trasferirsi in Sudafrica, a Durban.
Originariamente mediano d'apertura, crescendo in altezza passò prima a seconda linea e successivamente terza ala: passò per le giovanili di Natal e Western Province, e fu notato da Roland de Marigny, ex giocatore italo-sudafricano, che lo segnalò alla Federazione Italiana: fu convocato per l'Under-20 italiana in virtù dell'idoneità per via del Paese di nascita di suo padre e prese parte al trofeo mondiale giovanile del 2013 in Cile, che l'Italia vinse.
Nel 2014 si trasferì nel Regno Unito all'Hartpury College, nel Gloucestershire, della cui squadra di rugby entrò a fare parte e nel 2016, ancora al college, esordì in nazionale maggiore italiana a San Jose contro gli Stati Uniti.
Terminata l'università, passò professionista venendo ingaggiato in Italia dal Benetton per la stagione di Pro14 2017-18; nel 2018 fu utilizzato in maniera continuativa nel Sei Nazioni, dei cui cinque incontri scese in campo in tutti.
Successivamente fece parte della squadra italiana alla Coppa del Mondo 2019 in Giappone.

## Palmarès
- Pro14 Rainbow Cup: 1
Benetton Treviso: 2020-21